# Metody wykrywania kłamstw
Wykrywanie kłamstw (wykrywanie oszustw) – zespół metod określania prawdomówności, system wykorzystujący techniki zadawania pytań w połączeniu z technologią, która rejestruje funkcje fizjologiczne badanego w celu wykrycia prawdomówności lub jej braku. Techniki te są powszechnie używane przez organy ścigania. 
Istnieje wiele różnych metod wykrywania kłamstw. Najpopularniejsza i najdłużej używana metoda wykorzystuje wariograf. Poziom prawdopodobieństwa prawidłowości wyników badań przeprowadzonych wariografem jest wysoki – ok. 95–98%, o ile badanie zostało przeprowadzone prawidłowo.

## Obserwacja mowy ciała
Do metod wykrywania kłamstwa zalicza się obserwację pozawerbalnych zachowań, współtowarzyszących kłamaniu. Czasami kłamiący nieświadomie wykonują np. gesty lub mimiki, które można zinterpretować jako wskazówki fałszu w kontekście tego, co kłamiący mówi. Tego typu metody pozwalają osiągnąć skuteczność porównywalną ze skutecznością określania prawdomówności za pomocą wariografu. 

## fMRI jako metoda wykrywania kłamstw
Funkcjonalne obrazowanie metodą rezonansu magnetycznego (ang. Functional Magnetic Resonance Imaging, fMRI) pokazuje zużycie tlenu przez mózg, pozwalając na identyfikację tych części mózgu, w których znajduje się go więcej, co oznacza, że są one aktywne podczas wykonywania określonego zadania. Zależność intensywności sygnału MRI od poziomu natlenienia krwi (zawartości oksyhemoglobiny) w literaturze przedmiotu jest nazywana BOLD hemodynamic response (hemodynamiczną odpowiedzią BOLD) lub Blood Oxygen Level Dependent. Pierwszy model obrazowania metodą rezonansu magnetycznego został stworzony w 1976 roku przez Raymonda Damadiana i współpracowników. Metoda ta odstarczając trójwymiarowych modeli ludzkiego ciała w czasie rzeczywistym zrewolucjonizowała badania anatomiczne. Technika jest dziś także wykorzystywana w tworzeniu nowych leków, w szerokim zakresie badań naukowych, a także w diagnostyce. 
Badania wykorzystujące funkcjonalne obrazowanie Raymonda Damadiana metodą rezonansu magnetycznego (fMRI) wskazują, że metoda ta potencjalnie może znaleźć zastosowanie w wykrywaniu kłamstw. Podczas kiedy tradycyjny wariograf wykrywa zmiany w obwodowym układzie nerwowym, fMRI ma potencjał do wykrywania kłamsta 'u źródła' czyli w mózgu. Jakkolwiek należy zaznaczyć, że neurobiologiczne systemy odpowiedzialne za kłamstwo są na chwilę obecną słabo poznane. Obecnie uważa się, że podczas badania podmiot zmuszony jest do wyboru pomiędzy wyznaniem prawdy a spontanicznym wygenerowaniem kłamstwa. Kłamstwo może zostać zidentyfikowane poprzez zwiększoną aktywność kory przedczołowej oraz płata ciemieniowego.